# Combe Pafford
Combe Pafford – wieś w Anglii, w hrabstwie ceremonialnym Devon, w dystrykcie (unitary authority) Torbay.